# 冬杜花代子
冬杜 花代子（ふゆもり かよこ、生年未詳(少なくとも1958年以前) - 2003年5月7日）は、1980年代前半から2000年代初頭にかけて活動した日本の作詞家。早稲田大学卒業。
詩的かつドラマチックな表現を得意とした。2003年5月7日に病死。

## 主な楽曲提供

### J-POP /  アニメソング
いけたけし
- かりあげクンのかりあげ一日（ぐらし）
  - 作曲：池毅 / 編曲：藤原いくろう
  - フジテレビ系アニメ『かりあげクン』エンディングテーマ

石川優子
- 約束のアルカディア
  - 作曲：石川優子 / 編曲：鷺巣詩郎

伊藤かずえ
- ぼっくん!キミがいなきゃ
  - 作曲：加藤和彦 / 編曲：矢野立美
  - フジテレビ系特撮番組『もりもりぼっくん』オープニングテーマ
- ジュリエットにさせて
  - 作曲：加藤和彦 / 編曲：矢野立美
  - フジテレビ系特撮番組『もりもりぼっくん』エンディングテーマ

伊東真由美
- Bitter Luck Lovers
  - 作曲・編曲：久石譲
  - 映画『この愛の物語』挿入歌

井上杏美
- Star Storm
  - 作曲：小松原まさし / 編曲：大村憲司

尾崎紀世彦
- シャリバンVマーチ with ジャパン・エコーシンガーズ
  - 作曲・編曲：渡辺宙明
  - テレビ朝日『宇宙刑事シャリバン』挿入歌
- 星空の街を歩こう
  - 共作詞：小林義明 / 作曲：渡辺宙明 / 編曲：高橋洋一
  - テレビ朝日『宇宙刑事シャリバン』挿入歌

かおりくみこ
- 若草のシャルロット
  - 作曲：鈴木宏昌
  - テレビ朝日系アニメ『若草のシャルロット』主題歌

かおりくみこ、フィーリング・フリー
- メイフラワー
  - 作曲：鈴木宏昌
  - テレビ朝日系アニメ『若草のシャルロット』副主題歌

影山ヒロノブ、SHINES
- 燃えるぜファイアー
  - テレビ朝日系特撮ドラマ『光戦隊マスクマン』挿入歌
  - 作曲・編曲：田中公平

笠原弘子
- 未来派Lovers
  - OVA『機動警察パトレイバー（アーリーデイズ）』エンディングテーマ
  - 作曲・編曲：田中公平
- くちびるにメモリー
  - OVA『究極超人あ～る』エンディングテーマ
  - 作曲：山本正之 / 編曲：田中公平

樹本由布子
- プレイタイム
  - 作曲：松田良 / 編曲：新川博

串田晃
- バイオロン軍団現わる!
  - テレビ朝日系特撮ドラマ『機動刑事ジバン』挿入歌
  - 作曲：根岸孝旨 / 編曲：埜邑紀見男

こおろぎ'73
- SPARKLING MOMENT
  - 作曲:渡辺宙明 / 編曲:高橋洋一
  - テレビ東京『光速電神アルベガス』押入歌

小山茉美
- I LOVE ペンギン村
  - 作曲：伊豆一彦/ 編曲：いちひさし
  - フジテレビ系アニメ『Dr.スランプ アラレちゃん』
- あこがれのスッパマン
  - 作曲：菊池俊輔 / 編曲：いちひさし
  - フジテレビ系アニメ『Dr.スランプ アラレちゃん』挿入歌

ザ・スーパーヒーローバンド
- スーパーヒーローになりたいな
  - 作曲：本間勇輔 / 編曲：田中公平
  - フジテレビ系特撮番組『勝手に!カミタマン』エンディングテーマ

下成佐登子
- We will be one someday
  - 作曲：西村ユリ / 編曲：米光亮
  - アニメ『アレイの鏡 Way to the Virgin Space』主題歌

髙橋真梨子
- 遠いProphecy
  - 作曲：鈴木キサブロー / 編曲：奥慶一

高橋慶彦
- うわさのセクシークイーン
  - 作曲：風戸慎介

田中真弓
- カッテにカミタマン
  - 作曲：本間勇輔 / 編曲：田中公平
  - フジテレビ系特撮番組『勝手に!カミタマン』オープニングテーマ

土居裕子
- 泣くために愛したい
  - 作曲・編曲：宮川晶
  - フジテレビ系ドラマ『いとしの婿どの』主題歌

トゥー・チー・チェン
- シークレット カクレンジャー
  - 作曲：都志見隆 / 編曲：山本健司
  - テレビ朝日特撮ドラマ『忍者戦隊カクレンジャー』オープニングテーマ
- ニンジャ! 摩天楼キッズ
  - 作曲：都志見隆 / 編曲：山本健司
  - テレビ朝日特撮ドラマ『忍者戦隊カクレンジャー』エンディングテーマ

冨永みーな
- マジカル季節（シーズン）
  - イメージアルバム『究極超人あ～る』挿入歌
  - 作曲：山本正之 / 編曲：田中公平

東郷昌和
- SHADOWY DREAM
  - 作曲：東郷昌和 / 編曲：戸塚修
  - TBSロボットアニメ『超獣機神ダンクーガ』第2期エンディングテーマ

中島安名 （コーラス：つのごうじ、ヤング・フレッシュ）
- ちょっと魔法でばんそうこ
  - 作曲：つのごうじ / 編曲：信田かずお
  - テレビ東京アニメ『三つ目がとおる』エンディングテーマ

中森明菜
- TANGO NOIR
  - 作曲：都志見隆 / 編曲：藤原いくろう
- 抱きしめていて（『Femme Fatale』収録）
  - 作曲：ジュリー・モリソン  / 編曲：マーク・ゴールデンバーグ / コーラス・アレンジ：椎名和夫

錦織健
- 未完成協奏曲
  - 作曲・編曲：田中公平
  - テレビ東京アニメ『ハーメルンのバイオリン弾き』後期オープニングテーマ

橋本潮
- ぼくはブンブー
  - 作曲・編曲：越部信義
  - NHK総合テレビアニメ『へーい!ブンブー』オープニングテーマ
- あしたのワンダーランド
  - 作曲・編曲：越部信義
  - NHK総合テレビアニメ『へーい!ブンブー』エンディングテーマ
- 少年色のメルヘン
  - 作曲：上田知華 / 編曲：矢野立美
  - フジテレビ系ドラマ『おもいっきり探偵団 覇悪怒組』エンディングテーマ

橋本美加子
- ちょっと告白
  - 作曲：長沢ヒロ / 編曲：渡辺俊幸
  - テレビ朝日系アニメ『昭和アホ草紙あかぬけ一番!』エンディングテーマ

ベター・ハーフ
- HAPPY ISLAND
- ペンギン村100°でROCK’N ROLL
  - 作曲：中島薫／編曲：いちひさし
  - フジテレビ系アニメ『Dr.スランプ アラレちゃん』
- セクシィーティーチャーブギウギ
  - 作曲：中島薫／編曲：いちひさし
  - フジテレビ系アニメ『Dr.スランプ アラレちゃん』

藤田淑子
- smoky violet〜マライヒの愛
  - 作曲：青木望
  - フジテレビ系アニメ『パタリロ!』マライヒキャラクターソング
- スターダスト悲歌
  - 作曲：馬飼野康二
  - 東映制作映画『パタリロ!スターダスト計画』挿入歌
- おいらテン丸
  - 作曲：小林亜星 / 編曲：高田弘
  - フジテレビ系アニメ『ベムベムハンターこてんぐテン丸』オープニングテーマ

久石譲
- 時間よ古い友達なら
  - 作曲・編曲：久石譲
  - 映画『この愛の物語』挿入歌
- L' étranger
  - 作曲・編曲：久石譲

堀江美都子
- わくわくサンタクロース
  - 作曲：渡辺岳夫 / 編曲：チト河内
  - フジテレビ系アニメ『森のトントたち』オープニングテーマ
- あなたに真実一路　
  - 作曲：菊池俊輔 / 編曲：たかしまあきひこ
  - フジテレビ系アニメ『Dr.スランプ アラレちゃん』第4期エンディングテーマ

前野曜子
- コブラ
- シークレット・デザイアー
  - 2曲共に作曲・編曲：大野雄二
  - フジテレビ系アニメ『スペースコブラ』オープニング、エンディングテーマ

藤原理恵
- ほんとのキスをお返しに
  - 作曲：古本鉄也 / 編曲：戸塚修
  - TBSロボットアニメ『超獣機神ダンクーガ』第2期オープニングテーマ

松木里江
- 午後のシルエット
  - 作曲：渡辺宙明_/_編曲:高橋洋一
  - テレビ東京アニメ『光速電神アルベガス』押入歌

松島みのり、藤田淑子
- うちの親分
  - 作曲：小林亜星 / 編曲：高田弘
  - フジテレビ系アニメ『ベムベムハンターこてんぐテン丸』エンディングテーマ

三浦克也
- テレパサイズしてくれ
  - テレビ朝日系特撮ドラマ『光戦隊マスクマン』挿入歌
  - 作曲：池毅 / 編曲：田中公平

三石琴乃、久川綾、富沢美智恵、篠原恵美、深見梨加
- Moon Revenge
  - 『劇場版美少女戦士セーラームーンR』エンディングテーマ
  - 作曲：小坂明子 / 編曲：林有三

水森亜土
- アラレちゃんのララバイ
  - 作曲：伊藤薫 / 編曲：高田弘
  - フジテレビ系アニメ『Dr.スランプ アラレちゃん』第32話挿入歌
- ガッちゃんのうた
  - 作曲：伊藤薫 / 編曲：高田弘
  - フジテレビ系アニメ『Dr.スランプ アラレちゃん』第54話挿入歌

水森亜土、こおろぎ'73
- アレアレアラレちゃん
  - 作曲：サタンタ / 編曲：たかしまあきひこ
  - フジテレビ系アニメ『Dr.スランプ アラレちゃん』第1期エンディングテーマ
- アラレちゃんのララバイ
  - 作曲 - 伊藤薫 / 編曲 - 高田弘 /
  - フジテレビ系アニメ『Dr.スランプ アラレちゃん』第31話挿入歌

向井真理子、ザ・チャープス
- 夢みるシンデレラ
  - 作曲：菊池俊輔 / 編曲：たかしまあきひこ
  - フジテレビ系アニメ『Dr.スランプ アラレちゃん』第37話挿入歌

守谷香
- 風が運ぶ予感
  - 作曲：田中公平 / 編曲：戸塚修
  - 劇場版『レディレディ!!』エンディングテーマ

山野さと子
- ぴんく、ピンク、PINK!
  - 作曲：本間勇輔 / 編曲：松井忠重
  - フジテレビ系特撮番組『どきんちょ!ネムリン』オープニングテーマ
- レディアクションきめたらおしゃれ
  - 作曲・編曲：淡海悟郎
  - テレビ朝日系特撮ドラマ『光戦隊マスクマン』挿入歌

山野さと子、スクールメイツ
- ハーイ!生徒諸君!
  - 作曲：小林亜星 / 編曲：武市昌久
  - テレビ朝日系ドラマ『生徒諸君!』オープニングテーマ

山野さと子、ヤング・フレッシュ、こおろぎ'73
- ぼくらのカリントニュータウン
  - 作曲：風戸慎介 / 編曲：いちひさし
  - フジテレビ特撮番組『バッテンロボ丸』エンディングテーマ

吉岡小鼓音
- Galaxy Express 999 MOTHER
  - 作曲・編曲：田中公平
  - 映画『銀河鉄道999 エターナル・ファンタジー』挿入歌

### テレビ番組

#### NHK『おかあさんといっしょ』
- おおきなわがあれば
  - 作曲：林アキラ
- おきゃくさまはサンタクロース
  - 作曲：花岡優平
- おニューのゴムなが
  - 作曲：林アキラ
- こねこのパン屋さん
  - 作曲：林アキラ
- 12か月のかぞえうた
  - 作曲：花岡優平
- サンシャインクリスマス
  - 作曲：芹澤廣明
- スプーンひめはきょうもスプーン
  - 作曲：菊池ひみこ
- ぞうさんいるだけで
  - 作曲：林アキラ
- ほしぞらカーニバル
  - 作曲：林アキラ
- ブレーメンのおんがくたい
  - 作曲：林アキラ
- ポップンポップコーン
  - 作曲：池毅
- モウモウフラダンス
  - 作曲：林アキラ
- もしも季節がいちどにきたら
  - 作曲：花岡優平
- 森のファミリーレストラン
  - 作曲：花岡優平
- ゆめ ゆき あめ
  - 作曲：林アキラ
- ゆめをひとさじ
  - 作曲：菊池ひみこ

### 童謡
- おっぱいがいっぱい
  - 作曲：三木たかし
- ランランニングかけっこ
  - 作曲：小森昭宏
- ようちえんにはいったら
  - 作曲：松本俊明

### 舞台
- バンダイ版美少女戦士セーラームーン（1993年 - 2003年）

※作詞は初演から2000年『新 / 変身・スーパー戦士への道 ラストドラクル序曲』まで冬杜が単独で担当（MOON作詞の「Over the Moon」を除く）。同年『決戦 / トランシルバニアの森 〜新登場! ちびムーンを護る戦士達〜』からは脚本・演出も行っていた斉樹潤哉との2人体制になり、2003年5月の冬杜死去をうけて、2003年夏『スターライツ・流星伝説』以降の新曲は全て斉樹が作詞をした。

### 校歌
- 高崎健康福祉大学高崎高等学校